# Dacja
Dacja (rumuński Dacia) – kraina historyczna w Europie południowo-wschodniej (w przybliżeniu na obszarze dzisiejszej Rumunii). Od północy była ograniczona Karpatami, od wschodu Prutem, od południa dolnym Dunajem, od zachodu początkowo środkowym biegiem Dunaju, a od I wieku naszej ery – Cisą.

## Historia

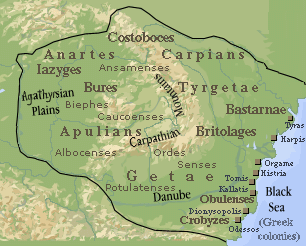
Plemiona na terenach Dacji przed podbojem rzymskim (82 p.n.e.)

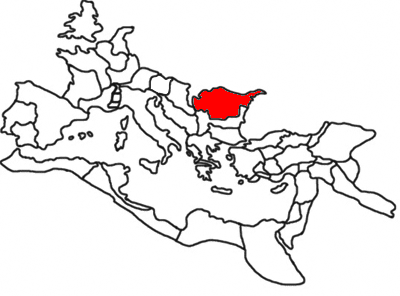
Prowincja Dacia w roku 120 n.e.

Mapa Dacji w II–III wieku

### Czasy przedrzymskie
Początkowo Dację zamieszkiwała ludność geto-dacka (Dakowie). Dacja uzyskała jednolite oblicze etniczne po wywędrowaniu stąd w końcu III w. p.n.e. Celtów. W około 60 p.n.e. król Burebista zjednoczył plemiona dackie, jednak po jego śmierci (między 44 a 40 p.n.e.) państwo rozpadło się na kilka niezależnych księstw. Ponowne zjednoczenie Dacji nastąpiło w końcu I wieku naszej ery, dokonał tego król Decebal. 
W latach 101–106 Rzymianie pod wodzą cesarza Trajana podbili Dację, pokonując Daków, jak również plemiona sprzymierzone (po stronie przeciwników Rzymu wystąpiło m.in. sarmackie plemię Roksolanów). Celem podboju królestwa Dacji było zabezpieczenie bałkańskich prowincji rzymskich przed Dakami, zapewnienie dostaw dla armii rzymskiej w obozach nad Dunajem oraz uzyskanie dostępu do bogatych złóż złota, rud srebra, rud żelaza i innych dóbr. Po podboju Rzymianie przystąpili do eksploatacji dackich kopalń. Hadrian zrezygnował z obszarów, na których nie było złóż ograniczając prowincję do terenów przynoszących złoto, srebro etc.

### Czasy rzymskie
W 106 Trajan utworzył rzymską prowincję Dacia (określaną też jako Dacia Traiana). Początkowo stacjonował tam jeden legion, a od 165 dwa. Za panowania Hadriana Dacja była jedną z prowincji limesowych (granicznych), na jej granicach zbudowano umocnienia i obwarowania. 
W 119 Hadrian podzielił Dację na dwie części: Dację Górną (Dacia Superior) i Dację Dolną (Dacia Inferior), a w 124 z Dacji Górnej wydzielono Dację Porolissensis. Prowincja została szybko zromanizowana w wyniku wyniszczenia Daków, kolonizacji przez weteranów Trajana i zromanizowanych plemion z Bałkanów, przez żywiołowy i niekontrolowany napływ osadników, przyciąganych przez chęć wzbogacenia się (Dacja miała bogate złoża złota), a także wskutek stacjonowania silnego garnizonu rzymskiego. Głównymi miastami w tym czasie były: Ulpia Traiana (Sarmizegethusa), Apulum (Alba Iulia) oraz Patavissa lub Potaissa (Turda).

W czasie wojen markomańskich (166–180) prowincje dackie połączono (w 172) w jedną – tres Daciae. W III wieku Dacja była wielokrotnie pustoszona przez Gotów, Gepidów i Karpów. 

Najazd Gotów i Karpów na Dację i Mezję (250–251 r.)

### Likwidacja prowincji
W 271 cesarz Aurelian rozpoczął likwidację Dacji i odwołał rzymską armię, ewakuował część ludności do nowej Dacji – Dacji Nabrzeżnej (Dacia Ripensis), utworzonej z obszarów części Mezji. Ewakuacja zakończyła się około 275 r. Likwidacja prowincji nastąpiła, gdy rzymska armia nie mogła zapewnić wyegzekwowania dochodów z prowincji i napływowa ludność germańska przejmowała stopniowo tereny prowincji i urobek z kopalń. Jak twierdzi część rumuńskich historyków, po wycofaniu się Rzymian w dawnej Dacji pozostała niewielka część ludności łacińskojęzycznej (przodkowie Rumunów). Wówczas część ziem obecnej Rumunii zajęli wolni Dakowie, Wizygoci i Gepidowie. W VI wieku na teren Dacji napłynęła z północnego wschodu fala plemion słowiańskich, atakujących stąd bałkańskie prowincje Bizancjum. 

### Dacia Aureliana

VI wiek – prowincje Dacia Ripensis i Dacia Mediterranea w VI wieku n.e.

Reformy cesarza Aureliana z 271 roku doprowadziły do powstania nowej prowincji. Oddzielała ona Mezję Górną od Mezji Dolnej. Stolicą nowej prowincji została Serdica (obecnie bułgarska stolica Sofia). 
Ok. 293 roku w ramach reform Dioklecjana Dacia Aureliana uległa podziałowi – wydzielono z niej naddunajską prowincję Dacia Ripensis (Dacja Nabrzeżna) ze stolicą w Ratiarii (obecnie Arczar, rejon Dimowa w Bułgarii) oraz prowincję Dacia Mediterranea ze stolicą w Sofii. Prowincje nowej Dacji znalazły się w granicach diecezji Mezja (łac. Diocesis Moesiarum), utworzonej w ramach prefektury Ilirii (Praefectrura praetorio Illyrici).

## Władcy Dacji przed włączeniem do Cesarstwa Rzymskiego
- Zalmoxis
- Moskon – III wiek p.n.e.
- Dromichaetes – III wiek p.n.e.
- Rubobostes – II wiek p.n.e.
- Oroles – II wiek p.n.e.
- Rhemaxos – około 200 p.n.e.
- Dicomes – I wiek p.n.e.
- Rholes – I wiek p.n.e.
- Dapyx – I wiek p.n.e.
- Cotiso – I wiek p.n.e.
- Zyraxes – I wiek p.n.e.
- Burebista – 70 p.n.e. – 44 p.n.e.
- Charnabon
- Comosicus – 44 p.n.e. – 28 p.n.e.
- Coson
- Duras – 68 – 87
- Decebalus – 87 – 106